# هنريك جوليان غاي
هنريك جوليان غاي (بالبولندية: Henryk Julian Gay)‏ (و. 1875 – 1936 م) هو مهندس معماري من الإمبراطورية الروسية . ولد في وارسو .
توفي في وارسو .